# Otto Wiener (fisico)
Otto Wiener (Karlsruhe, 15 giugno 1862 – Lipsia, 18 gennaio 1927) è stato un fisico tedesco.
Insegnò presso le università di Aquisgrana e di Gießen fino al 1899 quando divenne direttore dell'Istituto di Fisica di Lipsia. 
Il suo campo di ricerca essenzialmente riguardò l'ottica. In particolare riuscì a produrre onde luminose stazionarie, facendo riflettere perpendicolarmente luce monocromatica su una lastra riflettente, nei cui pressi poneva un vetrino, ricoperto di cloruro d'argento, inclinato di un piccolo angolo con la superficie dello specchio.
Sulla pellicola di cloruro sviluppata si rilevavano frange di interferenza che provavano l'esistenza, allora solo intuita, dei ventri e dei nodi delle onde stazionarie.
Questo esperimento, in particolare, fu una pietra miliare, in quanto permise di stabilire che i fenomeni ondulatori sono prodotti dalle oscillazioni del vettore campo elettrico di un'onda elettromagnetica, come previsto dalla teoria dell'elettromagnetismo fondata sulle equazioni di Maxwell.